# Şıñğıs Esenamanov
Şıñğıs Sembaýulı Esenamanov (in kazako Шыңғыс Сембайұлы Есенаманов?; Karaganda, 10 marzo 1989) è un giocatore di calcio a 5 kazako.

## Carriera
Tra i massimi talenti espressi dal Kazakistan, inizia giovanissimo nel Tulpar di cui diventa ben presto uno dei giocatori più rappresentativi e in seguito capitano. Nel 2008 viene inserito nella lista della nazionale maschile under 21 di calcio a 5 del Kazakistan giunta alla fase finale del campionato europeo di categoria.